# Escudo de Renania-Palatinado
Este artículo se refiere al escudo de armas del Estado federado alemán de Renania-Palatinado (en alemán: Rheinland-Pfalz).

## Generalidades
La bandera del Estado y el escudo de armas fueron diseñados en 1947 después de que este Land fue formado por la autoridad del Alto Comisionado Francés en Alemania. La bandera simboliza la dedicación de Renania-Palatinado a Alemania (de ahí el tricolor negro-rojo-oro) así como las tradiciones democráticas de Alemania. Estos colores fueron vistos por primera vez en esta combinación durante el Festival de Hambach (Hambacher Fest), una demostración de masas de los liberales germanos en las ruinas del Castillo de Hambach (Hambacher Schloss) en 1832. Así el Palatinado está muy conectado con estos colores.

## Partes
| Tréveris | Maguncia | Palatinado |
|          |          |            |

El escudo de armas, que también es una parte integral de la bandera del Estado, muestra los signos de los poderes predominantes en la región antes de la Revolución Francesa:
la cruz roja en un campo de plata (blanco) representa el Arzobispo y Kurfürst (Príncipe Elector) de Tréveris; la rueda de plata sobre un fondo rojo (rueda de Maguncia) representa el Arzobispo y Príncipe Elector de Maguncia, y el león de oro sobre un fondo negro representa el Príncipe Elector del Palatinado.
La Volkskrone (corona del pueblo) consiste en una corona de hojas de vid y muestra la importancia de este cultivo para la agricultura local.

## Estatus legal
§ 1 Los colores del Estado son negro-rojo-oro.

§ 2 El escudo de armas del Estado tiene la forma de un escudo semiredondo. Este está dividido en tres cuarteles, dos superiores y uno inferior. En la parte derecha muestra en un campo de plata una cruz rojo continua, en la parte izquierda un rueda de seis ruedas y en la parte inferior un león dorado coronado y reforzado enrojo. El escudo de armas está cubierto por la corona del pueblo dorada (de hojas de vid)...    ...

§ 4 Decisivo para el diseño del escudo de armas del Estado y la bandera del Estado son los patrones, añadidos a esta ley.
Legislatura del Estado